# Nectria verrucospora
Nectria verrucospora är en svampart som beskrevs av Brayford & Samuels 1993. Nectria verrucospora ingår i släktet Nectria och familjen Nectriaceae.   Inga underarter finns listade i Catalogue of Life.